# Brazil (Iowa)
Pour les articles homonymes, voir Brazil.
Brazil est une communauté non constituée en municipalité, du comté d'Appanoose en Iowa, aux États-Unis.
Le bureau de poste est inauguré en 1881 et fermé en 1957.

## Source de la traduction
- (en) Cet article est partiellement ou en totalité issu de l’article de Wikipédia en anglais intitulé « Brazil, Iowa » (voir la liste des auteurs).